# Manuel da Ressurreição (Primaz do Brasil)
Manuel da Ressurreição, O.F.M. (Coimbra, Moimenta da Beira ou Casa do Outeiro, São Pedro, Gouveia, 164? - Salvador, 16 de janeiro de 1691) foi um religioso franciscano e prelado português do século XVII, arcebispo de São Salvador da Bahia e primaz do Brasil, além de governador interino do Brasil.

## Biografia

### Família
D. Frei Manuel da Ressurreição, referido como Manuel Pinheiro da Ressurreição no batismo de seu sobrinho materno homônimo e afilhado, nasceu Manuel Pinheiro Sotomaior, e tomou ordens menores em 1657 com seus irmãos António Furtado Sotomaior (Casa do Outeiro, São Pedro, Gouveia, b. 14 de junho de 1637 - ?), o qual foi Cavaleiro Professo da Ordem de Cristo por Carta de 24 de novembro de 1685, e João Ribeiro Furtado (Casa do Outeiro, São Pedro, Gouveia, b. 26 de fevereiro de 1645 - ?), irmão mais novo homônimo de João (Casa do Outeiro, São Pedro, Gouveia, b. 2 de janeiro de 1644 - Casa do Outeiro, São Pedro, Gouveia, a. 26 de fevereiro de 1645), e de Margarida (Casa do Outeiro, São Pedro, Gouveia, b. 3 de junho de 1638 - ?), solteira e sem descendência.
Foi seu irmão o Padre Doutor Francisco Pinheiro (Casa do Outeiro, São Pedro, Gouveia, b. 11 de outubro de 1639 - Évora, 6 de setembro de 1694), da Companhia de Jesus, Professor em Coimbra e Lente de Teologia Moral no Colégio de Santo Antão, em Lisboa, sendo, ainda, Reitor do Colégio de Santarém, que se habilitou a Familiar do Santo Ofício, com diligências aprovadas a 23 de outubro de 1682, e foi, ainda, nomeado Reitor do seu Colégio na Universidade de Évora, falecendo pouco depois. Foi sua irmã Serafina Antónia de Artiaga Sotomaior (Casa do Outeiro, São Pedro, Gouveia - Lisboa), recolhida no Mosteiro do Couto, filha herdeira, Senhora da Casa do Outeiro, em São Pedro, Gouveia, casada em Nabainhos, Gouveia, a 6 de maio de 1665, com seu primo em segundo grau o Doutor Brás Ribeiro da Fonseca (São Martinho, Celorico da Beira, Dia de São Brás, 3 de fevereiro de 1624, b. 12 de fevereiro de 1624 - Lisboa, 28 de abril de 1698), Bacharel em Leis em 1645, Licenciado e Doutor em 1648, Colegial de São Pedro em Coimbra, habilitado em 1654, e Lente de Prima na Faculdade de Leis da mesma Universidade, Proprietário do Ofício de Escrivão das Sisas de Celorico da Beira, por sucessão a seu pai, por Carta de 8 de março de 1649, Cavaleiro Professo da Ordem de Cristo por Carta de 25 de junho de 1675 com tença de 30$000 réis, Familiar do Santo Ofício da Inquisição de Coimbra por Carta de 16 de outubro de 1673, Fidalgo Cavaleiro da Casa Real por Alvará de 13 de agosto de 1684 e Juiz Desembargador do Paço, sendo sepultados no Convento de Nossa Senhora da Luz, em Carnide, com descendência.
Era filho de Manuel Pinheiro Furtado (? - Casa do Outeiro, São Pedro, Gouveia, 24 de janeiro de 1653), Senhor da Casa do Outeiro em São Pedro, Gouveia, onde viveu com sua mulher Antónia Botelho Sotomaior (Viseu - Casa do Outeiro, São Pedro, Gouveia, 1650), filha duma Espanhola e bisneta por via matrilineal do Ilustríssimo Senhor 3.° Marquês de Ayamonte.

### Carreira eclesiástica
Pertenceu à Comunidade do Convento do Varatojo e professou no Instituto de São Francisco.
Foi matriculado em Cânones na Faculdade de Cânones da Universidade de Coimbra em 1661 com o nome de Manuel Pinheiro Furtado. Graduado pela Faculdade de Cânones, foi Colegial de São Pedro, em Coimbra, habilitado em 1672, sendo ordenado em 1674. Doutorado em Leis e Cânones pelas Faculdades de Leis e de Cânones da Universidade de Coimbra, foi Lente opositor às cadeiras da mesma Universidade, Promotor da Inquisição de Coimbra e Deputado do Santo Ofício da mesma Inquisição por Provisão de 12 de junho de 1674.

### Arcebispo de São Salvador da Bahia
Cônego Doutoral da Sé de Lamego, a 12 de maio de 1687, foi elevado a 3.º arcebispo da Arquidiocese de São Salvador da Bahia primaz do Brasil, sendo seu nome confirmado em 31 de agosto. Chegou à sua Arquidiocese a Salvador em 13 de maio de 1688, onde ficou até 16 de janeiro de 1691, quando veio a falecer.
Em sua época, havia grave pestilência de febre amarela, daí o Senado da Câmara ter elegido e proclamado, no seu tempo, São Francisco Xavier orago e padroeiro de Salvador, e fixou o dia 10 de maio para a festa e procissão solene do mesmo Santo.
Dele se refere nas Memórias Históricas e Genealógicas da Casa de Santa Eulália e seu Solar, divididas em duas partes, que fazem outras tantas épocas do estabelecimento e duração da dita Casa que, tendo abandonado o século se retirou no Colégio do Varatojo, sendo o primeiro noviço que lá entrou. Missionário apostólico, foi nomeado Arcebispo da Metrópole da Bahia, servindo também de Presidente da Relação e Governador na mesma cidade, na qual morreu no ano de 1694 em cheiro de santidade.

### Governador interino do Brasil
Por ocasião da morte do 29.° governador-geral do Brasil Matias da Cunha, vitimado pela peste, em 24 de outubro de 1688, substituiu-o e assumiu o Governo interinamente com o chanceler do Tribunal da Relação Manuel Carneiro de Sá, como Presidente da 5.ª Junta Governativa, de 24 de outubro de 1688 a 8 de outubro de 1690 e foi quem, efetivamente, governou, tendo sido indicado pelo próprio Matias da Cunha. Com o seu prestígio e autoridade moral, conseguiu pacificar as tropas que se haviam revoltado por falta de pagamento dos seus soldos.
Teve de enfrentar levantes indígenas no Nordeste. Junto com o vice-governador em exercício como governador de Pernambuco D. Matias de Figueiredo e Melo, bispo de Olinda, e com a ajuda de Domingos Jorge Velho, encabeçou a "Guerra dos Bárbaros".
Enviou em 30 de novembro de 1688 uma carta à Câmara da vila de São Paulo e ao capitão-mor de São Vicente, Tomás Fernandes de Oliveira, pois os índios, em defesa mútua, haviam formado uma confederação: estavam unidos os sucurus, paiacus, icós e ariús. Na carta, pedia os melhores cabos paulistas «para exterminar o flagelo». O portador da carta foi João Amaro Maciel Parente, filho de Estêvão Ribeiro Baião Parente, morto antes de novembro de 1679.
"João Amaro levantou em São Paulo uma companhia e, com o posto de capitão-mor lugar-tenente de Matias Cardoso de Almeida, seguiu para a Bahia por mar e dirigu-se pelo sertão para as margens do rio São Francisco, na planície do rio Verde, onde o esperava Matias. Formaram-se então em meados de 1692 numerosas companhias e a de João Amaro partiu para a barra do rio Jaguaribe, onde ergueu arraial, e de lá para o Rio Grande do Norte atual, onde permaneceu quatro anos destruindo tribos indígenas, queimando aldeias, aprisionando o gentio, pelo que teve a recompensa do posto de coronel e uma grande sesmaria na Bahia (que vendeu depois ao coronel Manuel de Araújo Aragão, pois em 1703 estava no rio das Velhas), com o senhorio da vila que o pai erguera sob a invocação de Santo Antônio. João Amaro em 1693 abriu uma estrada pelas matas de Ilhéus, que vinha cortando pelo rio Pardo, Jequitinhonha e Salsa, a qual, infletindo depois para o Norte, ia ter ao rio Paraguaçu e dai às margens do rio São Francisco - foi a primeira e maior via que se obteve no sertão baiano.
Em outra carta de 18 de dezembro de 1688, como governador interino, o arcebispo escreveu a Matias Cardoso de Almeida, para o encarregar da guerra ao que chamava "bárbaros do Rio Grande do Norte". Dizia-se informado pelo mestre-de-campo Antônio Guedes de Brito que, do arraial da Manga, Matias Cardoso seguira viagem para a vila de São Paulo, de onde pretendia trazer grande quantidade de mantimentos e de armas. Por esse motivo o arcebispo lhe escrevia para São Paulo, pedindo-lhe para aceitar a incumbência.
É curiosa a carta à Corte do arcebispo da Bahia, que governava juntamente com o desembargador Manuel Carneiro de Sá, pois entre ambos havia constantes atritos e falta de harmonia. O chanceler retirou-se do governo e não deu mais sinal de vida. O arcebispo escreveu à Corte para perguntar como publicar a lei de 1688 - tinha dúvida se podia se aplicar ao Brasil lei relativa a moedas que aqui não corriam, e mandava que as patacas de menos de sete oitavas de prata fossem pesadas e valessem a tostão a oitava. Ora, a generalidade das patacas da Bahia não passava de 4 oitavas e meia, valiam 640; cada moeda perderia portanto, levada à balança, 190 réis. O prejuízo total seria 300 mil cruzados. Resolvera, por isso, participar às Cortes tal inconveniente, e esperar.
Recém chegado à terra, o arcebispo tinha escrúpulos, pois se haviam antecipado em Pernambuco. Mandou, assim, ao som de caixas e tambores, proceder à publicação. Na carta enviada, estava satisfeito da sua obra.
Ora, apenas divulgada a lei, a câmara se encheu de povo descontente, redigindo papel contrário. O arcebispo convocou uma Junta de Governo e o desembargador Carneiro de Sá não compareceu. Votaram-se resoluções: eliminou-se a balança, fixou-se em dois cruzados o valor da pataca (2 patacas) que pesasse 6 oitavas e meia e daí para cima; em 700 rs a de 6 oitavas perfeitas até 6 e meia; as de 4 e meia até 6 continuariam a valer 640 rs. Antes da Junta, só se tratava de reunir as moedas de maior peso e conduzi-las a bordo, mas muitos navios não tinham lastro, outros só meia carga.
Depois da Junta apareceu dinheiro de peso, e espertavam-se as compras de açúcar, já embarcado, a frota pronta a seguir. A elevação da prata, que devia vigorar apenas na Bahia, se estendeu pelo Brasil e se firmou como uma conquista irrevogável. Como navegavam por monções, havia longa, incerta e intermitente navegação, a notícia do levantamento feito na Bahia apenas chegou a São Paulo em agosto de 1690.
No mesmo mês de junho de 1689, por ofício, o chanceler Carneiro de Sá explica à Corte sua relutância: lembrava que, para tolher o açambarcamento das moedas de peso, bastaria vistoria nos navios, pois levantar dinheiro era regalia de príncipe e não invejava as glórias do autor, se o ato fosse aprovado.
Em 8 de outubro de 1690, entregou o governo ao 3.° Almotacé-Mor do Reino de Portugal Antônio Luís Coutinho da Câmara, que foi o 30.° governador-geral do Brasil, e foi visitar as vilas de Carnamu, Cairu e Boipeba, no Sul da Bahia, onde a sua missão obteve resultados prodigiosos. Ali morreu, a 16 de janeiro de 1691.